# Hanford Dixon
Hanford Dixon (Mobile, 25 dicembre 1958) è un ex giocatore di football americano statunitense che ha militato nel ruolo di cornerback nella National Football League (NFL).

## Carriera
Al college Dixon giocò a football alla Southern Mississippi University. Fu scelto come ventiduesimo assoluto nel Draft NFL 1981 dai Cleveland Browns. A lui si deve l'avere ispirato il nome di "Dawg Pound" per la sezione dei tifosi per il vecchio stadio dei Browns, il Municipal Stadium, per l'abitudine di Dixon di "abbaiare" ai compagni di squadra, in particolare all'altro cornerback Frank Minnifield. Dixon e Minnifield sono stati selezionati da NFL.com come seconda miglior coppia di cornerback di tutti i tempi.

## Palmarès
- Convocazioni al Pro Bowl: 3

1986, 1987, 1988
- First-team All-Pro: 2

1986, 1987